# Овчинников, Вячеслав Владимирович
Вячесла́в Влади́мирович Овчи́нников (19 февраля 1932, Ленинград, СССР — 16 марта 1993, Санкт-Петербург, Россия) — советский живописец, член Ленинградской организации Союза художников РСФСР .

## Биография
Родился 19 февраля 1932 года в Ленинграде. Его отец Овчинников Владимир Иванович — художник-пейзажист.
В 1952 году Вячеслав Овчинников поступил в Ленинградский институт живописи, скульптуры и архитектуры имени И. Е. Репина. Занимался у Виталия Вальцева, Ивана Степашкина, у своего отца Владимира Овчинникова. Окончил институт в 1958 году по мастерской Юрия Непринцева. Дипломная работа — «Макаренко среди беспризорников».
С 1958 года участвовал в выставках. Писал портреты, жанровые и исторические картины, пейзажи. Занимался монументальной живописью. Член Ленинградского отделения Союза художников РСФСР с 1960 года. Преподавал на кафедре общей живописи ЛВХПУ имени В. И. Мухиной. В 1989—1992 годах работы Вячеслава Овчинникова с успехом экспонировались на выставках и аукционах русской живописи L' Ecole de Leningrad во Франции.
Скончался после тяжёлой болезни (болезнь Альцгеймера) 16 марта 1993 года в Санкт-Петербурге на 62-м году жизни. 
Произведения В. В. Овчинникова находятся в музеях и частных собраниях в России, Великобритании, Франции, Японии и других странах.

## Выставки
- 1960 год (Ленинград): Выставка произведений ленинградских художников.
- 1964 год (Ленинград): Ленинград. Зональная выставка.
- 1967 год (Москва): Советская Россия. Третья Республиканская художественная выставка.
- 1975 год (Ленинград): Наш современник. Зональная выставка произведений ленинградских художников.